# روز فنسنت
روز فنسنت (بالفرنسية: Rose Vincent)‏ هي صحفية فرنسية، ولدت في 15 مارس 1918 في Sainte-Croix-en-Bresse ‏ في فرنسا، وتوفيت في 15 يونيو 2011 في كلامار في فرنسا.